# Jaska Raatikainen
Jaska Ilmari Raatikainen o Jaska W. Raatikainen (nacido el 18 de julio de 1979) es un músico finlandés, conocido mundialmente por ser el baterista y miembro fundador de la banda Children of Bodom junto a Alexi Laiho.

## Biografía
Jaska Raatikainen nació en la ciudad de Lappeenranta, en Finlandia. Su primer instrumento fue el piano, y durante la mayor parte de su infancia también tocó la trompa en una Big Band, hecho que más tarde lo llevó a ser introducido con Alexander Kuoppala. Fue solo a la edad de 12 que comenzó a tocar la batería, inspirado por músicos como Scott Travis (de Judas Priest) y Mikkey Dee (de Motörhead).
Cuando Jaska se reunió con Alexi Laiho en la escuela en el año de 1993, se dieron cuenta de que tenían ideas y gustos musicales similares. Así, comenzaron a tocar juntos e idealizar la banda que un día se convertiría en Children of Bodom. Jaska desempeña un papel vital en la formación de la banda, ya que él fue el que trajo tanto Alexander Kuoppala y Janne Wirman a su alineación.
Es una persona tranquila y reservada que gasta mucho de su tiempo en sí mismo. La mayor parte del tiempo, él se queda solo en habitaciones de hoteles y, en general, recoge las camas en esquinas superiores mientras viajan en autobuses turísticos. Las entrevistas con él son raras, y a pesar de ser uno de los miembros fundadores, permite a Alexi Laiho y Henkka Seppälä hacer la mayor parte de la conversación.
Hasta la grabación del álbum Hatebreeder, Jaska usó sets y platos de las marcas Sonor y Sabian, hasta la ruptura de los contratos que le ligaban a estos fabricantes. Durante algún tiempo usó diferentes sets, hasta que llegó a un acuerdo de patrocinio con la marca de baterías Pearl en 2003 y platillos Meinl. Usa baquetas Pro Mark.
Jaska ha tenido algunos proyectos secundarios, algunos de ellos ajenos a la música. En el año 2000 el director de una popular telenovela finlandesa, Siamin Tytöt, le propone participar en ella, dando vida a un personaje, Rauli, durante tres episodios. Según el propio Jaska, actuar había sido uno de sus sueños, pero sin embargo no tiene pensado dedicarse profesionalmente al mundo de la actuación. 
También ha ayudado a un buen número de bandas cuando se necesitaba un batería competente. Durante la gira europea del 2000 de Sinergy, sustituyó a Tommi Lillman, que se había lesionado la pierna. el principal inconveniente fue que ocurrió tres días antes del inicio de la gira, lo que obligó a que Jaska aprendiese a tocar al menos diez canciones de Sinergy. A pesar del alto grado de dificultad, superó el escollo, y consiguió muy buenos resultados, haciendo que tanto los seguidores de Sinergy como los de Children Of Bodom disfrutasen viendo a Jaska y Alexi en el escenario juntos en Sinergy. Tras la gira, y como agradecimiento, Sinergy incluyó una dedicatoria para Jaska en el librito de su álbum Suicide By My Side que dice así: "Saving our tour" (Salvaste nuestra gira). 
Desde 2003 Jaska tiene un lado proyecto titulado Gashouse Garden, aunque de momento no ha firmado con ningún sello discográfico.

## Discografía

### Children of Bodom
Álbumes
- Something Wild (1997)
- Hatebreeder (1999)
- Tokyo Warhearts (Live CD, 1999)
- Follow the Reaper (2000)
- Hate Crew Deathroll (2003)
- Are You Dead Yet? (2005)
- Chaos Ridden Years - Stockholm Knockout (DVD en vivo, 2006)
- Blooddrunk (2008)
- Skeletons in the closet (2009)
- Relentless Reckless Forever (2011)
- Halo of Blood (2013)
- I Worship Chaos (2015)
- Hexed (2019)